# بيتر بامفورد
بيتر بامفورد (بالإنجليزية: Peter Bamford)‏ هو شخصية أعمال بريطاني، ولد في 6 مارس 1954 في لندن في المملكة المتحدة.